# Highland Heights (Ohio)
Highland Heights é uma cidade localizada no estado norte-americano do Ohio, no Condado de Cuyahoga.

## Demografia
Segundo o censo norte-americano de 2000, a sua população era de 8082 habitantes.
Em 2006, foi estimada uma população de 8620, um aumento de 538 (6.7%).

## Geografia
De acordo com o United States Census Bureau tem uma área de 13,3 km², dos quais 13,3 km² cobertos por terra e 0,0 km² cobertos por água.

## Localidades na vizinhança
O diagrama seguinte representa as localidades num raio de 8 km ao redor de Highland Heights.